# Sistema de Información Digital Accesible
El Sistema de Información Digital Accesible (por sus siglas en inglés D.A.I.S.Y. Digital Accessible Information SYstem), es un formato multimedia desarrollado por el consorcio homónimo que mantiene y promueve un sistema de acceso a documentos impresos estándar para invidentes, personas con baja visión, disléxicas u otros problemas. Consiste en la grabación de documentos por medio de lectores especializados en este tipo de producción, manejando la misma información que el documento original.
Los libros hablados digitales en formato Daisy permiten acceder a la lectura de los textos de manera fluida, consultarlos, retomarlos, releerlos, colocar marcas, transportarlos, superando en algunos casos las ventajas de los libros convencionales.
Basado en los formatos MP3 y XXX, el formato DAISY tiene funciones avanzadas más allá de las de un audiolibro tradicional. Los usuarios pueden buscar, colocar marcadores, navegar línea por línea con precisión y regular la velocidad de voz sin distorsión alguna. DAISY también proporciona tablas auditivamente accesibles, referencias e información adicional. Además, puede incluir imágenes, gráficos y MathML. De este modo, DAISY permite a los oyentes con deficiencias visuales navegar por algo tan complejo como una enciclopedia o un libro de texto, lo que sería imposible utilizando grabaciones de audio convencionales.
- Datos: Q1151676
- Multimedia: Digital Accessible Information System (DAISY) / Q1151676